# Robert Renwick
Robert Peter "Robbie" Renwick (Abu Dhabi, 21 de julho de 1988) é um nadador britânico, medalhista olímpico.

## Carreira

### Rio 2016
Renwick competiu na natação nos Jogos Olímpicos de Verão de 2016, conquistando a medalha de prata com o revezamento 4x200 metros livre.